# Francesc Perales i Mascaró
Francesc Perales i Mascaró (Barcelona, 2 de gener de 1905 – Barcelona, 3 d'octubre de 1957) va ser un arquitecte racionalista català, membre del GATCPAC.

## Biografia
Va estudiar a l'Escola Tècnica Superior d'Arquitectura de Barcelona, on es va titular el 1931. El 1929 va elaborar amb Pere Armengou i Torra un projecte de club esportiu per a l'exposició Arquitectura Nova a les Galeries Dalmau de Barcelona.
Va ser un dels membres fundadors el 1930 del GATCPAC (Grup d'Arquitectes i Tècnics Catalans per al Progrés de l'Arquitectura Contemporània). Aquest grup va abordar l'arquitectura amb voluntat renovadora i alliberadora del classicisme noucentista, així com la d'introduir a Espanya els nous corrents internacionals derivats del racionalisme practicat a Europa per arquitectes com Le Corbusier, Ludwig Mies van der Rohe i Walter Gropius. El GATCPAC defensava l’adequació de l’arquitectura als nous temps, així com la utilització de nous materials, com les plaques de fibrociment o uralita, a més de materials més lleugers com el vidre.
Perales es va incorporar al GATCPAC com a soci director i, dins de l'organigrama, va ser delegat d'industrials, al costat de Sixte Illescas. El 1931, els socis directors del GATCPAC van organitzar un gabinet tècnic per a l'estudi de diversos camps d'actuació arquitectònica i urbanística, que van ser dividits entre els seus membres a través de comissions: a Perales, al costat de Josep Lluís Sert i Josep Torres i Clavé, li va ser encomanat Escoles.
El 1933 va dissenyar amb Ricard Ribas i Seva un prototip de parada de floristes per a Les Rambles, actualment desaparegut. El 1934 va realitzar amb Josep González i Esplugas una reforma de l'aula de Química General de la Universitat Autònoma de Barcelona i, també amb González Esplugas, un institut de segon ensenyament per a Badalona el 1935, no realitzat. També va realitzar amb González Esplugas els jardins de l'edifici històric de la Universitat de Barcelona (1934, plaça de la Universitat), al costat del jardiner Artur Rigol i Riba. El 1936 va fer un projecte d'institut de segon ensenyament per a Lleida, amb Germà Rodríguez i Arias i Josep Torres Clavé.
El 1942 va ser inhabilitat per a l'exercici de la seva professió, en el si d'una depuració d'arquitectes vinculats a la República per les noves autoritats franquistes.